# ويندوز 3.1 إكس
ويندوز 3.1 إكس عبارة عن سلسلة من بيئات التشغيل ذات 16 بت التي تنتجها مايكروسوفت للاستخدام على أجهزة الكمبيوتر الشخصية، وأصدر في 6 أبريل 1992. بدأت السلسلة مع ويندوز 3.1، والذي بيع لأول مرة خلال أبريل 1992 كخلف لنظام ويندوز 3.0. تم إصدار الإصدارات اللاحقة بين عامي 1992 و1993، ولا سيما ويندوز 3.11، حتى تم استبدال السلسلة بسلسلة ويندوز 9 إكس التي بدأت في عام 1995 مع ويندوز 95. وأثناء عمرها، قدم ويندوز 3.1 العديد من التحسينات على النظام الأساسي، بما في ذلك تحسين استقرار النظام ودعم موسع للوسائط المتعددة و غيرها.